# József Gvadányi
József Gvadányi, conte Gvadányi (Rudabánya, 16 ottobre 1725 – Szakolca, 21 dicembre 1801), è stato un poeta ungherese  di origine italiana.
Asceso al rango di generale nel 1783, pubblicò nel 1790 Il viaggio a Buda di un notaio di campagna, poemetto satirico che riscosse un grande successo.